# Cebinae
Capucins, Sajous, Sapajous, Saïs
Sous-famille
La sous-famille des Cebinae comprend les espèces de singes du Nouveau Monde appelées capucins ou sajous ou sapajous. Phylogénétiquement, ils seraient proches des saïmiris de la sous-famille des Saimiriinae. Ensemble, ils forment la famille des Cebidae, qui comprenait historiquement d'autres sous-familles, mais qui est désormais réduite à ces deux groupes.
Les Cebinae sont composés de deux genres, Cebus et Sapajus.

## Dénominations et étymologie
Ils méritent bien leur nom latin de Cebus, le « singe », en effet ils représentent l’archétype du singe vif (terrestre et arboricole), adaptable (omnivore) et intelligent (opportunisme, grandes capacités cognitives).

## Description
Sapajous et capucins pèsent environ 3 kg pour 40 à 50 cm de long. Les mâles légèrement plus lourds (30 %) que les femelles, sont peu ou pas plus grands et portent aussi des canines plus développées (16 à 22 %). En cas d’énervement, les sapajous et capucins peuvent ériger leur pénis ou leur clitoris, à l’instar des saïmiris, et ces organes sont extérieurement ressemblants (os génital). Ils possèdent une queue semi-préhensile similaires à celle des atélidés, avec cette différence que son extrémité ne présente pas une face intérieure nue. Cet appendice faisant office de cinquième membre a évolué parallèlement chez les Cebus et les atélidés (atèles, lagotriches et muriquis). C'est un exemple de convergence évolutive.
Dotés d’un néocortex proche de celui du chimpanzé, sapajous et capucins pétillent de curiosité et d’intelligence. En marge des expériences biomédicales, ils ont fait l’objet de nombreuses études en captivité (manipulation d’objets, utilisation d’outils, résolution de problèmes, réponse à l’image dans le miroir, etc.) qui ont mis en évidence leurs étonnantes facultés.

## Écologie et comportement

### Organisation sociale et reproduction
Les sapajous et capucins vivent en groupes multimâles-multifemelles de 3 à 40 individus avec un ratio de femelles d’autant plus élevé que la troupe est nombreuse. Les relations de dominance se révèlent moins « caricaturales » que chez les singes de l’Ancien Monde. Les femelles forment des coalitions entre elles, souvent chez le capucin à front blanc et le capucin à face blanche, plus rarement chez le sapajou des Guyanes. Les coalitions entre mâles s’avèrent moins fréquentes et le dominant y joue un rôle déterminant. Les relations intermâles diffèrent selon les espèces. Ainsi, les interactions sont-elles presque toujours dyadiques (entre deux sujets) et agressives chez le sapajou des Guyanes, polyadiques (coalitions entre plusieurs sujets) et agressives chez le capucin à face blanche, franchement polyadiques et relativement tolérantes (sauf pendant la reproduction) chez le capucin à front blanc. Il existe d’importantes variations de tendance entre populations d’une même espèce et même entre groupes d’une même population. Cela appelle une réflexion : les généralisations comportementales, et même les généralités tout court, s’appliquent avec un « succès » modéré aux primates, êtres évolués dont l’histoire personnelle et la trajectoire psychologique ne peuvent se résumer dans des statistiques.
C’est la femelle qui fait des avances au mâle. Cette cour assidue peut se prolonger trois heures durant, sans interruption. On voit que la femelle, loin d’être passive, se montre particulièrement entreprenante, c’est pourquoi l’on parle aujourd’hui, pour un certain nombre de primates comme les capucins et l’orang-outan, non plus de réceptivité (terme classique) pour les femelles en chaleur mais de proceptivité (terme inventé par Franck Beach) afin de mettre en évidence leur attitude active et sélective.

### Esprit de coopération
Lors d’une expérience réalisée en captivité sur des sapajous, Frans B. M. de Waal et Michelle L. Berger, deux chercheurs de l’université d’Emory à Atlanta (Géorgie), sont parvenus à démontrer que ces primates ne rechignent pas à coopérer même s’ils savent qu’ils ne seront pas tous récompensés. En retour, la coordination mutuelle de leurs efforts débouche sur un partage spontané des ressources plus fréquent que lorsque le primate agit seul.
Dans cette expérience, un couple de sapajous est installé dans une boîte et les individus séparés par une cloison maillée. Devant chacun d’eux un bol transparent est disposé sur un plateau, un seul bol contenant des quartiers de pommes. Le plateau est suffisamment lourd pour ne pouvoir être ramené que grâce à la force conjointe de la paire. Après avoir uni leurs efforts pour tirer vers eux le plateau, l’unique primate récompensé partage volontiers ses bouts de pomme à travers la cloison alors qu’il aurait la possibilité physique de ne pas le faire. Lorsqu’un seul sapajou est mis à contribution pour ramener le plateau, il se montre moins enclin à partager. Ainsi, l’aide stimule-t-elle le partage et le partage stimule-t-il l’aide.

### Utilisation d'outils
Dans la nature, les sapajous manient des outils (enclume, ramille, branche). Dorothy Fragaszy, dans le Nordeste brésilien, a observé des sapajous éclatant des noix sur des enclumes naturelles (pierres affleurantes) à l’aide de pierres (sélectionnées et préférées) pesant la moitié de leur poids et soulevées par-dessus tête. Ailleurs, un vieux mâle trop édenté pour casser des noix du Brésil, utilisa un gros os. Sue Boinski a observé un capucin à face blanche achever un serpent venimeux à l’aide d’une grosse branche, le reptile ayant été frappé une cinquantaine de fois ! Au sein d’une troupe de 21 capucins à face blanche du Panama (variété imitator) évoluant dans le parc national de Santa Rosa au Costa Rica, Suzanne Chevalier-Skolnikoff a observé que leur taux de recours à un outil est comparable à celui des grands singes, chimpanzé excepté. Ils utilisent des branches ou des bâtons pour se frapper mutuellement, atteindre d’autres espèces comme les pécaris, les coatis et les intrus (l’observatrice elle-même !) ou s’en servent comme sonde alimentaire. En captivité, le capucin apprend à se servir habilement d’un marteau, emploie un bâton pour récupérer des aliments hors de sa cage, monte sur une caisse et crée des empilements pour s’emparer d’un objet haut placé. Toujours en captivité, une femelle prénommée Alice a été surprise en train de nettoyer sa blessure à l’aide d’un petit morceau de bois : elle plongeait son outil dans une fiole remplie de sirop mise à sa disposition lors d’une expérience précédente et appliquait le liquide sur la plaie. Une autre fois, alors que son petit avait été blessé à la tête, Alice avait brisé un morceau de bois puis mâchonné son extrémité avant de gratter l’écorchure et de nettoyer la plaie.
Antonio Christian de A. Moura a observé en 2006 dans le PN de la Serra da Capivara une population sauvage de sapajous à barbe (C. (S.) libidinosus) frappant des pierres contre des substrats afin d’effrayer les prédateurs, un comportement unique à six groupes et transmis culturellement.
Dans la forêt tropicale du Venezuela, des singes capucins s'enduisent le corps des sécrétions d'une espèce de mille-patte, l'Orthoporus dorsovittatus,  qui a la particularité d'être un anti-moustique puissant.

## Répartition géographique et habitat
Sapajous et capucins sont omniprésents en Amérique centrale et du Sud sur environ 12 millions de km², depuis le Belize jusqu’au nord de l’Argentine et de la Bolivie, occupant l’ensemble des régions tropicales et subtropicales à leur disposition, du niveau de la mer à plus de 2 500 mètres d’altitude, aussi bien dans les forêts pluvieuses ou sèches, dans les marécages ou les mangroves. Seuls l’Uruguay et le Chili ont résisté aux envahisseurs.
Avec les hurleurs, ils ont la distribution la plus étendue sur ce continent. Mais si les hurleurs se sont largement répandus grâce à un régime plus ou moins folivore, la réussite des sapajous et capucins tient à leur éclectisme alimentaire. Toutefois, grâce à sa mâchoire plus grande et plus épaisse et ses canines plus larges, seul le sapajou a accès aux fruits à péricarpe coriace, comme ceux de certains palmiers, que sont incapables d’éclater les capucins. Ce « plus » morphologique confère au sapajou la capacité d’explorer des régions inhospitalières et constitue l’un des points clés de son succès radiatif. Alors que les capucins sont restreints à la forêt amazonienne (et à une petite partie de l’Amérique centrale), les sapajous ont conquis tout le continent sud-américain jusqu’à 30°S.

## Classification et taxinomie
Le genre Cebus a longtemps été l'unique représentant de la sous-famille des Cebinae, bien que certains auteurs aient proposé d'y inclure les saïmiris sous forme d'une tribu.
La taxinomie des différentes espèces est source de nombreux débats parmi les spécialistes, notamment en raison de la grande variabilité individuelle du pelage qui présente une « infinité » de nuances de marrons. La plupart des auteurs s'accordent pour différencier deux groupes d'espèce, les capucins « à touffes » et les capucins « sans touffes », d'après la division effectuée par le zoologue Daniel Giraud Elliot en 1913. Les premiers se distinguent des seconds par la présence d’une crête sommitale chez les mâles et de deux touffes latérales sur le haut de la tête, plus ou moins imposantes et qui prennent parfois l’apparence d’une houppe centrale. Comme certaines espèces du groupe des capucins « à touffes » en sont en réalité dépourvus (par exemple Cebus xanthosternos), on préfère parfois parler de « capucins robustes » (groupe « à touffes » ) et de « capucins graciles » (groupe « sans touffes » ). En 2001, le primatologue brésilien José de Sousa e Silva Jr. a révisé la classification des capucins à partir de l’étude de plus de trois mille spécimens morts ou vivants et a proposé de regrouper les capucins « à touffes » dans leur propre sous-genre : Cebus (Sapajus) - Kerr, 1792. Cette division a été ensuite enterinée en 2011-2012 par le placement des capucins « à touffes » dans leur propre genre, Sapajus,.
La division en espèces et en sous-espèces est par contre loin d'être consensuelle. Silva Jr. reconnaît ainsi sept espèces de « capucins robustes », alors que le primatologue Colin Groves n'en distingue que quatre . Ce dernier se base sur les variations de couleur du pelage et la forme de la houppe chez les mâles. De plus, le Sapajou fauve (Cebus flavius), qui avait été décrit au XVIIIe siècle, a été redécouvert en 2006 dans le Nord-Est du Brésil, au bord de l'extinction,.

### Liste des espèces et sous-espèces
| Selon Groves (2005) | Selon Rylands et Mittermeier (2009) |
| --- | --- |
| Groupe de Cebus apella | Capucins « à touffes » ou « graciles » (Sapajus) |
| - Cebus apella (Linnaeus, 1758) - Apelle - Cebus apella apella (Linnaeus, 1758) - Cebus apella margaritae Hollister, 1914 - Cebus apella fatuellus (Linnaeus, 1766) - Sapajou cornu - Cebus apella macrocephalus Spix, 1823 - Sapajou à grosse tête - Cebus apella peruanus Thomas, 1901 - Cebus apella tocantinus Lönnberg, 1939 | - Cebus apella (Linnaeus, 1758) - Apelle - Cebus apella apella (Linnaeus, 1758) - Cebus apella margaritae Hollister, 1914 - Cebus macrocephalus Spix, 1823 - Sapajou à grosse tête |
| - Cebus nigritus (Goldfuss, 1809) - Sapajou noir[réf. nécessaire] - Cebus nigritus nigritus (Goldfuss, 1809) - Cebus nigritus cucullatus Spix, 1823 - Cebus nigritus robustus Kuhl, 1820 - Sapajou robuste | - Cebus nigritus (Goldfuss, 1809) - Sapajou noir[réf. nécessaire] - Cebus robustus Kuhl, 1820 - Sapajou robuste |
| - Cebus libidinosus Spix, 1823 - Sapajou à barbe[réf. nécessaire] - Cebus libidinosus libidinosus Spix, 1823 - Cebus libidinosus juruanus Lönnberg, 1939 - Cebus libidinosus pallidus Gray, 1866 - Cebus libidinosus paraguayanus Fischer, 1829 - Sapajou du Paraguay[réf. nécessaire]                                            | - Cebus libidinosus Spix, 1823 - Sapajou à barbe[réf. nécessaire] - Cebus cay Illiger, 1815 - Sapajou du Paraguay[réf. nécessaire] |
| - Cebus xanthosternos Wied-Neuwied, 1826 - Sapajou à poitrine jaune | - Cebus xanthosternos Wied-Neuwied, 1826 - Sapajou à poitrine jaune |
| | - Cebus flavius (Schreber, 1774) - Sapajou blond[réf. nécessaire] |
| Groupe de Cebus capucinus | Capucins « sans touffes » ou « robustes » (Cebus) |
| - Cebus capucinus (Linnaeus, 1758) - Sapajou capucin | - Cebus capucinus (Linnaeus, 1758) - Sapajou capucin - Cebus capucinus capucinus (Linnaeus, 1758) - Cebus capucinus limitaneus Hollister, 1914 - Cebus capucinus imitator Thomas, 1903 - Cebus capucinus curtus Bangs, 1905 |
| - Cebus albifrons (Humboldt, 1812) - Sapajou à front blanc - Cebus albifrons albifrons (Humboldt, 1812) - Cebus albifrons unicolor Spix, 1823 - Cebus albifrons versicolor Pucheran, 1845 - Cebus albifrons cuscinus Thomas, 1901 - Cebus albifrons aequatorialis Allen, 1914 - Cebus albifrons trinitatis Von Pusch, 1941        | - Cebus albifrons (Humboldt, 1812) - Sapajou à front blanc - Cebus albifrons albifrons (Humboldt, 1812) - Cebus albifrons versicolor Pucheran, 1845 - Cebus albifrons cuscinus Thomas, 1901 - Cebus albifrons aequatorialis Allen, 1914 - Cebus albifrons trinitatis Von Pusch, 1941 - Cebus albifrons malitiosus Elliot, 1909 - Cebus albifrons cesarae Hershkovitz, 1949 |
| - Cebus olivaceus Schomburgk, 1848 - Sapajou brun | - Cebus olivaceus Schomburgk, 1848 - Sapajou brun - Cebus olivaceus olivaceus Schomburgk, 1848 - Cebus olivaceus nigrivittatus Wagner, 1848 - Cebus olivaceus apiculatus Hershkovitz, 1949 - Cebus olivaceus brunneus Allen, 1914 - Cebus olivaceus castaneus I. Geoffroy, 1851                                                                                            |
| - Cebus kaapori Queiroz, 1992 - Capucin des Ka'apor[réf. nécessaire] | - Cebus kaapori Queiroz, 1992 - Capucin des Ka'apor[réf. nécessaire] |

## Aide aux handicapés
L’homme a eu l'idée de détourner à son profit les qualités intellectuelles du capucin. Il est employé dans le cadre de l'aide simienne pour venir en aide aux handicapés tétraplégiques privés de l’usage de leurs mains. Du fait de sa motivation naturelle et de son habileté exceptionnelle dans la manipulation d’objets, de son attention et de sa tendresse assorties d’une longévité remarquable (jusqu’à 48 ans en captivité), le capucin constitue un assistant précieux. Il lui suffit de répondre à une soixantaine d’ordres (ouvrir le réfrigérateur, manipuler la télécommande, tourner les pages d’un livre, etc.), ce qu’il apprend sans peine. Même s’il existe un risque de dérive, ce type d’utilisation ne menace pas le destin des spécimens sauvages mais pour des raisons financières ou comportementales, les expériences de ce type sont progressivement abandonnées.